# Aijā
Aijā är en låt av lettiska indierockbandet Sudden Lights. Låten släpptes den 27 januari 2023 och representerade Lettland i Eurovision Song Contest 2023 i Liverpool efter att ha vunnit Supernova 2023, musiktävlingen som utser Lettlands bidrag till Eurovision Song Contest. 